# Chi l'ha vista morire?
Chi l'ha vista morire? és una pel·lícula italiana giallo del 1972 dirigida per Aldo Lado i Vittorio De Sisti, protagonitzada per Anita Strindberg i George Lazenby. Lazenby i Strindberg interpreten els pares d'una nena assassinada, que persegueixen el seu assassí amb vel negre per tot Venècia. Chi l'ha vista morire? inclou música d'Ennio Morricone, i ha rebut crítiques positives per l'actuació de Lazenby.

## Argument
En una estació d'esquí francesa, una noia s'allunya del seu cuidador i és assassinada per un assassí amb un vel negre, que enterra el seu cos a la neu. Anys més tard, una altra noia, Roberta Serpieri, és trobada ofegada a Venècia després de ser segrestada pel mateix assassí. Els seus pares divorciats, l'escultor Franco i Elizabeth, intenten descobrir què li ha passat a la seva filla.

## Repartiment
- George Lazenby com Franco Serpieri
- Anita Strindberg com Elizabeth Serpieri
- Adolfo Celi com a Serafian
- Dominique Boschero com a Ginevra Storelli
- Peter Chatel com a Philip Vernon
- Piero Vida com a periodista
- Jose Quaglio com a Bonaluti
- Alessandro Haber com el Pare James
- Nicoletta Elmi com a Roberta Serpieri
- Rosemarie Lindt com a Gabriella
- Giovanni Forti Rosselli com a Francois Roussel
- Sandro Grinfan com a inspector De Donati

## Producció
Chi l'ha vista morire? va ser escrit per Massimo D'Avack, Francesco Barilli, Aldo Lado i Rüdiger von Spiehs; va ser dirigit per Lado i Vittorio De Sisti. La música de la pel·lícula va ser composta per Ennio Morricone, la partitura del qual es va publicar per separat el 1972.
La pel·lícula es va rodar a Venècia; una de les escenes de persecució de la pel·lícula es va filmar al molí fariner de Molino Stucky, un edifici en ruines que més tard va ser renovat com a hotel Hilton el 2008.
Tant en la versió italiana com en l'anglès, la veu de Lazenby és doblada per altres actors.
Les pel·lícules italianes poques vegades es van rodar amb so utilitzable i es van doblar en postproducció.
Per a la versió en anglès, Lazenby va ser doblat per l'actor estatunidenc Michael Forest.

## Estrena i recepció
Chi l'ha vista morire? també va ser distribuïda sota el títol The Child.
Al seu llibre Italian Horror Film Directors, Louis Paul ha descrit l'actuació de Lazenby com una de les millors de l'actor, tot i que lamenta que alguns doblatges de la pel·lícula no utilitzissin la veu de Lazenby. Danny Shipka, autor de la pel·lícula Perverse Titillation la compara estilísticament amb la pel·lícula de Nicolas Roeg de l'any següent Amenaça a l'ombra, que comparteix un ambient venecià. Shipka va assenyalar que Lado va evitar el gore explícit i els elements sexuals que solen estar presents en una pel·lícula giallo, en lloc de centrar-se en "una aura de malestar". Buzz McClain d'AllMovie va guardonar Chi l'ha vista morire? amb tres estrelles i mitja de cinc, destacant l'actuació de Lazenby i la música de Morricone; McClain va considerar que la trama de la pel·lícula era innecessàriament complicada, però que això es va compensar amb l'ambientació i la fotografia. Des de Suècia, With Love va felicitar l'actor principal el 2020: "La pel·lícula és intransigentment brutal en la seva determinació i George Lazenby és brillant com a protagonista abatut, possiblement sociópata".